# Erwin Vandendaele
Erwin Vandendaele (5 de março de 1945) é um ex-futebolista belga.

## Carreira
Erwin Vandendaele venceu o prêmio de artilheiro do Campeonato Belga em 1971, quando estava no Club Brugge. Ele jogou 32 vezes pela Seleção Belga entre 1970 e 1977, estreando em uma derrota por 2 a 1 em um amistoso contra a França em 15 de novembro de 1970. Ele disputou a Copa do Mundo de 1970 e a Eurocopa de 1972.
Depois de sua carreira no futebol, Vandendaele fundou um clube de tênis em Asper. Desde 2005, ele trabalha como olheiro no K.A.A. Gent.